# St.-Nepomuk-Statue (Westheim)

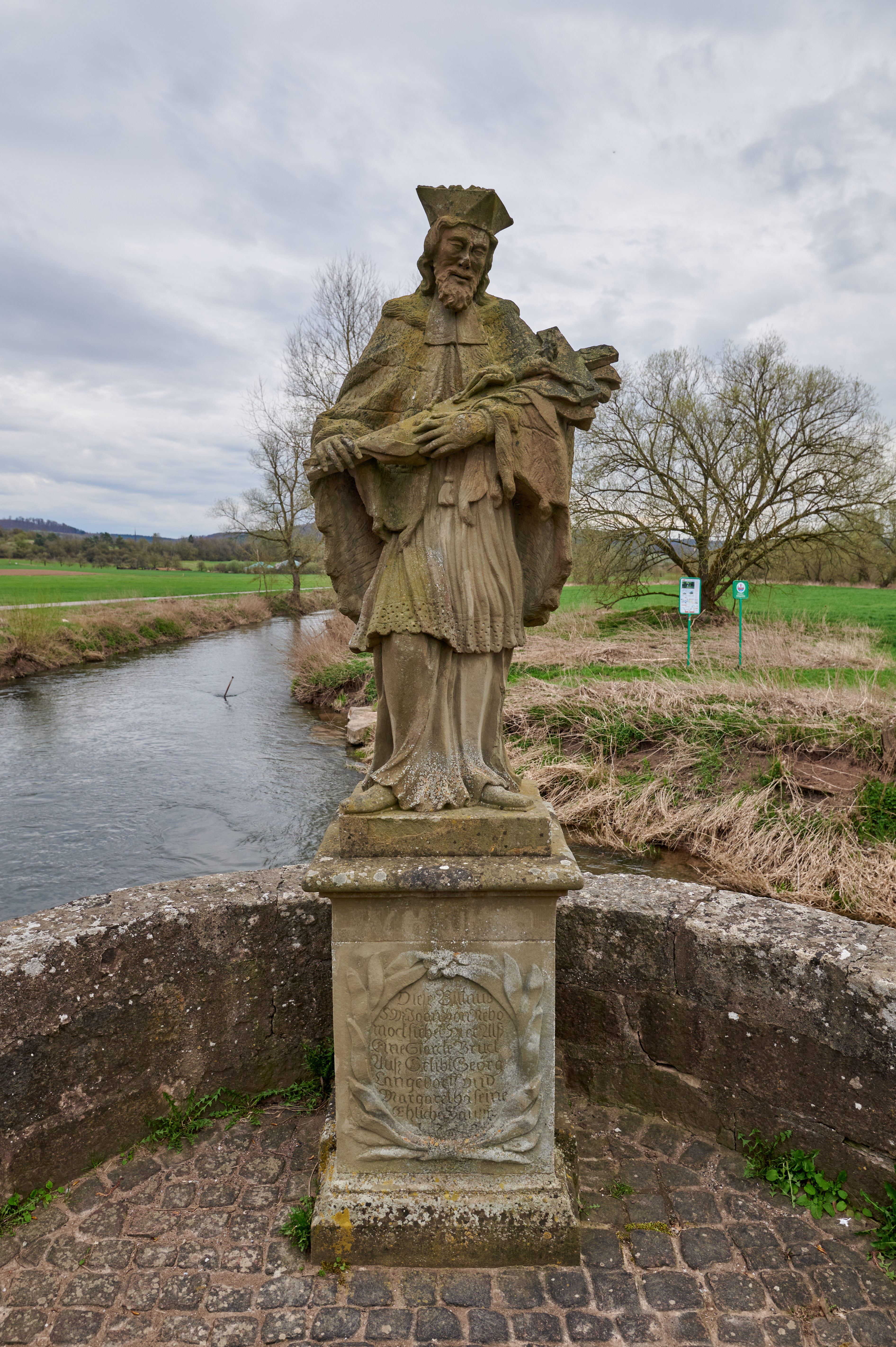
St.-Nepomuk-Statue in Westheim.

Die St.-Nepomuk-Statue befindet sich in Westheim, einem Gemeindeteil der Stadt Hammelburg im unterfränkischen Landkreis Bad Kissingen und steht auf der Brücke über die Fränkische Saale. Sie gehört zu den Baudenkmälern von Hammelburg und ist unter der Nummer D-6-72-127-255 in der Bayerischen Denkmalliste registriert.

## Beschreibung
Die Statue besteht aus gelbem Sandstein und entstand im Jahr 1718.
Die Statue ist insgesamt 255 cm hoch, die Nepomuk-Plastik selbst 155 cm. Der Sockel hat die Abmessungen 100 cm × 64 cm × 64 cm.
Auf dem Sockel befindet sich die Inschrift:

„DIESE BILTNIß HL. JOAN VON NEPOMOG

STEHET HIER ALS EINE STARKE BRÜK

.....AUS ..... LANGENDORFF UND MARGARETHA

SEINE EHLICHE HAUSFRAU. 1718“

In der Deckplatte steht: «W. H. 5. II. 1909»